# 阿武野村
阿武野村（あぶのむら）は、大阪府三島郡にあった村。現在の高槻市の南西部、JR京都線・摂津富田駅の北方一帯にあたる（同駅自体は村域に含まない）。

## 地理
- 山岳：阿武山
- 河川：如是川

## 歴史
- 1889年（明治22年）4月1日 - 町村制の施行により、島上郡氷室村・土室村・岡本村・奈佐原村・霊仙寺村・宮田村・赤大路村・塚原村・宿名村の区域をもって発足。
- 1896年（明治29年）4月1日 - 所属郡が三島郡に変更。
- 1948年（昭和23年）1月1日 - 高槻市に編入。同日阿武野村廃止。

## 交通

### 鉄道路線
村域を日本国有鉄道の東海道本線が通過したが、駅は所在しなかった。摂津富田駅が至近に所在。

### 道路
- 西国街道

現在は旧村域に名神高速道路が通過するが、当時は未開通。